# Liubartas
Liubartas (también Lubart, Lubko, bautizado Demetrio; fallecido 1384) fue gobernante del Principado de Halych-Volynia, en la Ucrania actual. Fue el hijo menor de Gediminas, Gran Duque de Lituania. Alrededor de 1320 o 1323 se casó con una hija de Andrés de Galitzia y gobernó Lutsk en el oriente de Volinia. Después de que Andrés y su hermano León II murieran alrededor de 1322, Halych-Volynia se quedó sin sucesor masculino. En lugar de instalar a Liubartas como príncipe, lo que hubiera causado una guerra con Polonia, Gediminas acordó con Vladislao I de Polonia el instalar a Boleslaw-Yuri II, sobrino de Lev y Andrés. Boleslaw-Yuri era hijo de Trodjen I de Masovia, de la dinastía Piast, primo de Ladislao I, y sobrino del yerno de Gediminas, Wacław de Płock. En ese momento Boleslaw contaba catorce años y estaba prometido con Eufemija, hija de Gediminas. Liubartas continuó gobernando Lutsk y Volodímir-Volinski. 
De esta manera se posponían las guerras de Galitzia-Volynia hasta el envenenamiento de Boleslaw en 1340. Fue envenenado por nobles rebeldes, que invitaron a Liubartas a convertirse en el gobernante de ambas regiones. Son parcas las fuentes a la hora de aclarar los acontecimientos entre 1341 y 1349. A pesar del apoyo de sus hermanos Algirdas y Kęstutis, Liubartas perdió todos sus territorios excepto la Volinia oriental (Lutsk) a manos de Casimiro III de Polonia en 1349. En 1351 fue tomado prisionero en una batalla, y Kęstutis tuvo que rescatarle. En 1366 se firmó un tratado de paz: Liubartas se quedaba con Volinia oriental con Lutsk, mientras que Polonia se quedaba con Galitzia y Volinia occidental. Sin embargo el asunto solo se llevaría a cabo en 1370, momento en que Liubartas aprovechó la muerte de Casimiro para recuperar el control sobre toda Volinia. Los territorios cambiarían otra vez de manos en 1569, cuando Volinia, incluyendo a Lutsk, fue transferida a Polonia por la Unión de Lublin. 
En 1382, después de la muerte de Luis I de Hungría, Liubartas capturó Kremenets, Peremyshl, y otras ciudades que pertenecían al Reino de Hungría. Apoyó a su hermano Kęstutis contra su sobrino Jogaila durante las luchas de sucesión. Construyó un castillo de Lutsk, conocido como el castillo de Lubart, que sobrevive hasta hoy día. Liubartas murió alrededor de 1385, habiendo gobernado Volinia durante unos sesenta años. Se casó por segunda vez alrededor de 1350 con una hija de Konstantin de Rostov, pariente de Simeón de Moscú, de nombre desconocido. Tuvo tres hijos: Fiódor, Simeón y Lazar. Fiódor heredaría Volinia, y murió en 1431.